# Natalie Lennox
Natalie Lennox (nacida el 20 de enero de 1967 en los Estados Unidos) es una actriz y modelo estadounidense. En 1992, asumió el papel de "Lace" en el programa de concursos de telerrealidad semanal American Gladiators, que había sido previamente interpretado por la actriz Marisa Pare desde 1989 hasta 1992.
Lennox fue la Pet del Mes para Penthouse en enero de 1993, y ha aparecido en Star Search y Dallas, así como en Playboy.